# Efferia inflata
Efferia inflata är en tvåvingeart som först beskrevs av James Stewart Hine 1911.  Efferia inflata ingår i släktet Efferia och familjen rovflugor.
Artens utbredningsområde är Kalifornien. Inga underarter finns listade i Catalogue of Life.